# Iemîlivka, Volodarsk-Volînskîi
Iemîlivka (în ucraineană Ємилівка) este un sat în comuna Dobrîn din raionul Volodarsk-Volînskîi, regiunea Jîtomîr, Ucraina.

## Demografie
Componența lingvistică a localității Iemîlivka
     Ucraineană (96,77%)
     Rusă (2,69%)
Conform recensământului din 2001, majoritatea populației localității Iemîlivka era vorbitoare de ucraineană (96,77%), existând în minoritate și vorbitori de rusă (2,69%).